# Carlo Boso
Carlo Boso (Vicenza, 11 marzo 1946) è un attore e regista italiano.

## Biografia
Si diploma alla scuola d'arte drammatica Piccolo Teatro di Milano, allora sotto la direzione di Giorgio Strehler e di Paolo Grassi. Prende parte a spettacoli diretti da Massimo Castri, come La tempesta di William Shakespeare, con Ruggero Dondi. Con la maschera di Arlecchino recita in testi della Commedia dell'arte. Con Lydia Biondi porta a Roma corsi di formazione per attori della Commedia dell'arte, con l'aiuto di Stefano Perocco che ricostruisce maschere teatrali in cuoio, del tipo di quelle usate dai commedianti del Seicento. Da questa opera di formazione deriveranno poi spettacoli, portati in tour in Italia e in molti paesi.
Nel 2004, insieme a Danuta Zarazik, Carlo Boso crea l'AIDAS, (Académie Internationale Des Arts du Spectacle) che ha sede a Versailles.
Continua ad organizzare stages internazionali, per la diffusione e la conservazione delle tecniche e del linguaggio, proprio degli attori della Commedia dell'arte.

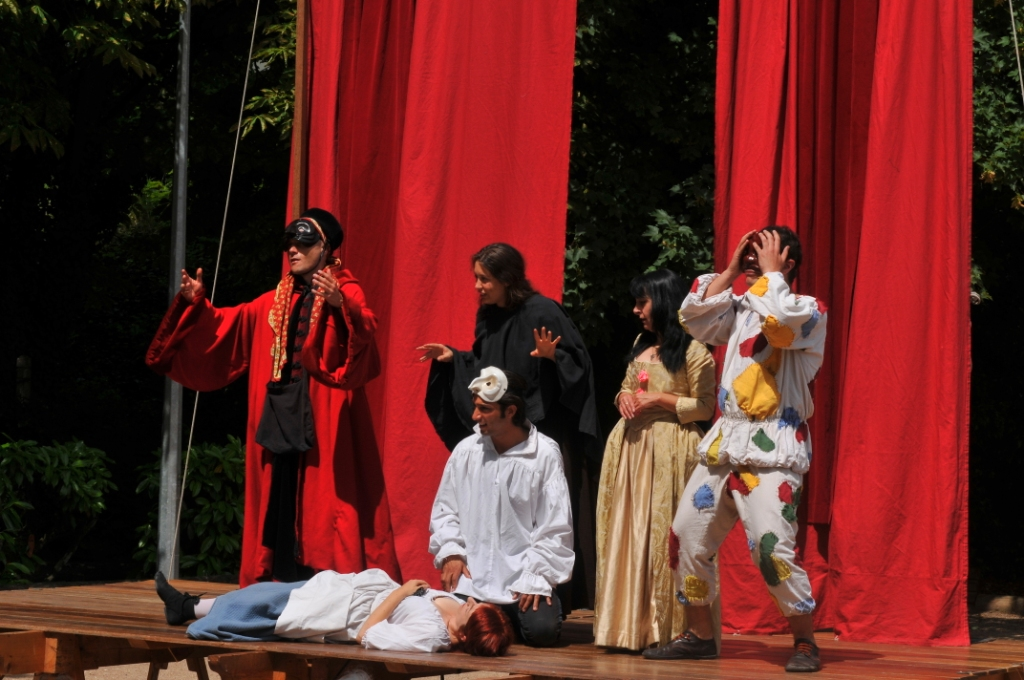
Improviso, di Carlo Boso

## Teatrografia

### Regista
- La Venexiana, testo anonimo del XVI secolo (1979)
- Andromaque, di J. Racine (1982)
- Macbeth, di William Shakespeare (1983)
- Il malato immaginario, di Molière (1983)
- Don Juan aux Enfers, di C. Simeoni, da Le anime morte di Dostoïevski (1983)
- L'Opéra de Quatre Sous, di B. Brecht (1984)
- Il Re Cervo, di C. Gozzi (1985)
- Ella, di H. Achternbusch (1986)
- Il marito, di F. Scala (1986)
- La Moscheta, di Ruzante (1986)
- Les Bonnes, di J. Genet (1987)
- Il mercante di Venezia, di W. Shakespeare (1989)
- La locandiera, di Carlo Goldoni (1990)
- Morte di un famoso musicista, di Dino Buzzati (1990)
- La vedova scaltra, di C. Goldoni (1991)
- Sei personaggi in cerca d'autore, di L. Pirandello (1992)
- La bottega del caffè, di C. Goldoni (1992)
- La Pamela, di C. Goldoni (1993)
- Senso, di I. Rattier, da A. Boito (1994)
- Les Muses orphelines, di M. Bouchard (1996)
- Ubu roi e Ubu enchaîné di A. Jarry (1996)
- Arlequin valet de deux maîtres, di C. Goldoni, traduzione di C. Boso e Guy Pion (1997)
- L'Histoire du Soldat, di C.F. Ramuz, musica di I.F. Stravinsky (1998)
- Arlecchino servitor de dos Amos, di C. Goldoni (2000)
- Les fourberies de Scapin di Molière (2001)
- Les Jumeaux Vénitiens, di C. Goldoni, traduzione di C. Boso e G. Pion (2002)
- Morte accidentale d'un anarchico, di Dario Fo (2003)
- Woizek, di G. Büchner (2003)
- L'Alcajo Fingido, di Lope de Vega (2004)
- La noce chez les petits bourgeois, di B. Brecht (2005)
- L'oiseau vert, di C. Gozzi, traduzione di C. Boso e G. Pion (2007)
- Faut pas payer, di Dario Fo, traduzione di C. Boso et G. Pion (2009)
- Sogno di una notte d'estate, da William Shakespeare (2010)
- Les Fourberies de Scapin, da Molière (2012)
- La Folie d'Isabelle, da Flaminio Scala (2012)
- Othello, da William Shakespeare (2012)
- Les Deux Gentilshommes, di Vérone, da William Shakespeare (2014)
- Ay! Carmela, da José Sanchis Sinisterra (2015)
- L'École des femmes, da Molière (2016)
- Scaramuccia, da Evaristo Gherardi (2017)
- Gli Atridi, da Eschilo (2018)

### Autore, coautore, regista
- Il falso magnifico, tragicommedia in tre atti (1983)[4]
- L'assedio della Serenissima, da La Peste di A. Camus (1984)
- Vie et Mort d'Arlequin, di C. Boso e D. Vezzani (1984)
- Jacques Cartier, di C. Boso (1985)
- Amours sous les barreaux, di C. Boso e E. Papadopulos (1985)
- Théodoros Rex, di C. Boso e L. Lucciardi (1986)
- Scaramouche, di C. Boso (1987)[5]
- Tele-Man, di C. Boso (1987)
- Freaks, di C. Boso e A. Bressanello (1988)
- El Rey de l'Oriente, di C. Boso e A. Fuentes (1988)
- Il trionfo di Arlecchino, di C. Boso e D. Vezzani (1988)
- La pazzia d'Isabella, di C. Boso (1989)
- Molière, di C. Boso e F. Bourgeat (1989)
- Droghe d'amore, di C. Boso da C. Gozzi (1990)
- La zingara, di C. Boso (1992)
- Il trionfo di Zanni, di C. Boso, B. Roland e G. Bertan (1994)
- Mélodie Foraine, di C. Boso e E. Krzeptowski (1995)
- Les Aventures du Magnifico, di C. Boso e attori della compagnia Athra (1995)
- La Folie d'Isabelle, di C. Boso, nuova ed. da Flaminio Scala (1997)
- Quai Nord, di C. Boso e G. Bourebia (1998)
- Mort à Venise, di C. Boso e A. Bertrand (1998)
- Les Amants de Vérone, di C. Boso e G. Bourebia (1998)
- Chassé-Croisé, di P. Arbeille, M. Bennouar, C. Boso, N. Bousnoune, L. Tendero (1999)
- Les mésaventures de Tabarin, di C. Boso e P. Arbeille, da Tabarin, Lesage, Deburau (1999)
- Antigone, di C. Boso e A. Bertrand da Sofocle (2000)
- Don Giovanni, di C. Boso e C. David da Tirso de Molina, per la compagnia Bel Viaggio (2001)
- 2002 Don Quijote, versione spagnola di C. Boso, D. Sanz e E. Del Campo (2002)
- 2003. Le Chevalier de la Rose, epopea occitana in tre quadri di C. Boso (2003)
- La commedia delle commedia, di C. Boso da Calderon, Lope Vega, Tirso de Molina, Lope de Rueda e Cervante (2004)
- Gitans, di C. Boso e E. Krzeptowski (2005)
- Fuente Ovejuna et autres histoires, di C. Boso, da Lope de Vega per l'AIDAS (2006)
- Public or not Public,[6][7] di C. Boso, da Eschilo, Sofocle, Euripide, Bibiena, Shakespeare, Brecht (2007)
- Le cercle, di C. Boso e A. Bertrand, da B. Brecht (2008)
- 2 Xerraires Improvisa en Busca d'Autor, di C. Boso (2009)
- Arlequin, valet de deux maîtres, di C. Boso (2013)
- Les Amants du Capitole, di C. Boso (2014)
- America America, di C. Boso (2015)

### Direzione artistica
- 1979/1982 Programmazione internazionale del Teatro di Porta Romana, Milano.
- 1983/1992. Responsabile della coordinazione artistica dell'animazione teatrale del Carnevale di Venezia.
- 1990/1992. Direzione artistica del Teatro Ariston di Treviso, programmazione nazionale.
- 1993/1994. Programmazione internazionale del Carnevale di Venezia.
- 1999/2002. Direzione artistica del festival delle Arènes di Montmartre, Parigi.[8]
- 2002/2003. Direzione del Festival di Carcassonne.
- 2005. Direzione artistica dello Studio Théâtre di Montreuil.